# 펜시리 라오스리꾼
펜시리 라오스리꾼(태국어: เพ็ญศิริ เหล่าศิริกุล, 1984년 1월 17일~)은 태국의 역도 선수이다. 2008년 하계 올림픽 여자 플라이급 종목에서 동메달을 획득했으며 세계 선수권 대회에서 은메달 1개, 동메달 1개를 획득했다. 